# Anna Górska (ur. 1980)

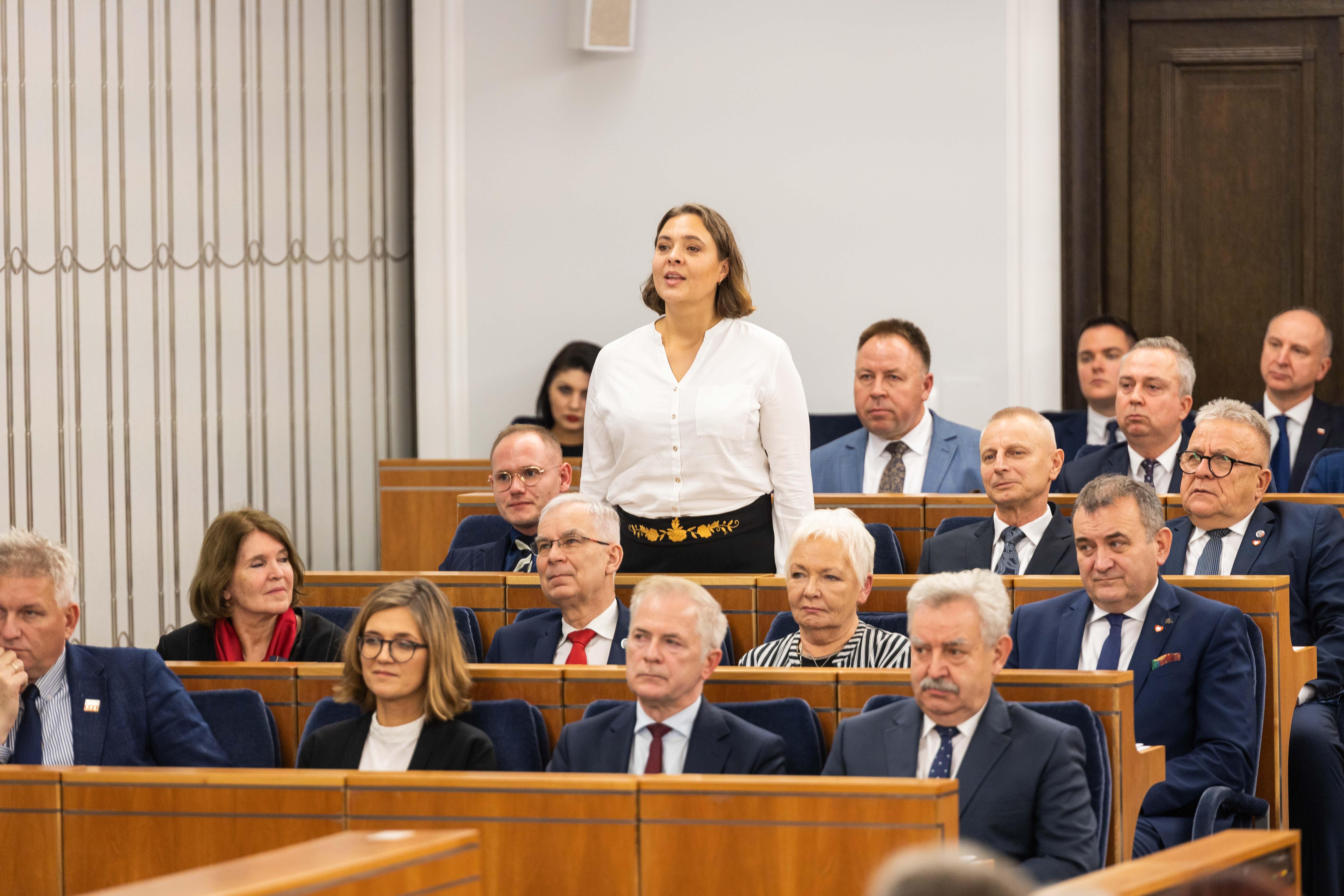
Anna Górska podczas ślubowania w Senacie RP

Anna Górska z domu Lemańska (ur. 17 lipca 1980 w Elblągu) – polska działaczka polityczna, politolożka i dziennikarka, senatorka XI kadencji.

## Życiorys
W wyborach samorządowych w 1998 bezskutecznie kandydowała na radną gminy Papowo Biskupie z ramienia komitetu wyborczego Młodość. Ukończyła studia z zakresu stosunków międzynarodowych na Uniwersytecie Mikołaja Kopernika w Toruniu. Pracowała jako dziennikarka i urzędniczka, a także w agencjach reklamowych. Zajęła się też prowadzeniem własnej działalności gospodarczej w branży dekorowania wnętrz oraz pracą w sektorze organizacji pozarządowych. Jest współautorką książki Polka. Stan na 2022.
Została później członkinią Partii Razem. Zasiadła w zarządzie i radzie krajowej tej partii (przemianowanej na Lewicę Razem). Bez powodzenia ubiegała się o mandat radnej Sejmiku Województwa Pomorskiego w 2018 i eurodeputowanej w 2019.
W wyborach parlamentarnych w 2023 została wybrana do Senatu XI kadencji. Kandydowała z ramienia Nowej Lewicy (w ramach paktu senackiego) w okręgu nr 63, otrzymując 89 216 głosów i pokonując m.in. urzędującego wojewodę pomorskiego Dariusza Drelicha. W październiku 2024 wraz z grupą innych parlamentarzystek wystąpiła z Lewicy Razem, pozostając w KKP Lewicy.

## Życie prywatne
Córka Wiesława i Urszuli. Mężatka, ma córkę i niepełnosprawnego syna. Zamieszkała w Straszynie. Po wyroku Trybunału Konstytucyjnego z października 2020 w czasie trwających protestów poinformowała, że w związku z zagrożeniem życia przeszła zabieg aborcji.

## Wyniki wyborcze
| Wybory | Komitet wyborczy | Komitet wyborczy | Organ                            | Okręg | Wynik           |
| ------ | ---------------- | ---------------- | -------------------------------- | ----- | --------------- |
| 1998   |                  | KW Młodość       | Rada Gminy Papowo Biskupie       | nr 3  | 44 (7,53%)      |
| 2018   |                  | Partia Razem     | Sejmik Województwa Pomorskiego   | nr 4  | 1889 (1,08%)    |
| 2019   |                  | Lewica Razem     | Parlament Europejski IX kadencji | nr 1  | 4160 (0,50%)    |
| 2023   |                  | Nowa Lewica      | Senat XI kadencji                | nr 63 | 89 216 (38,17%) |